# Design Museum Holon

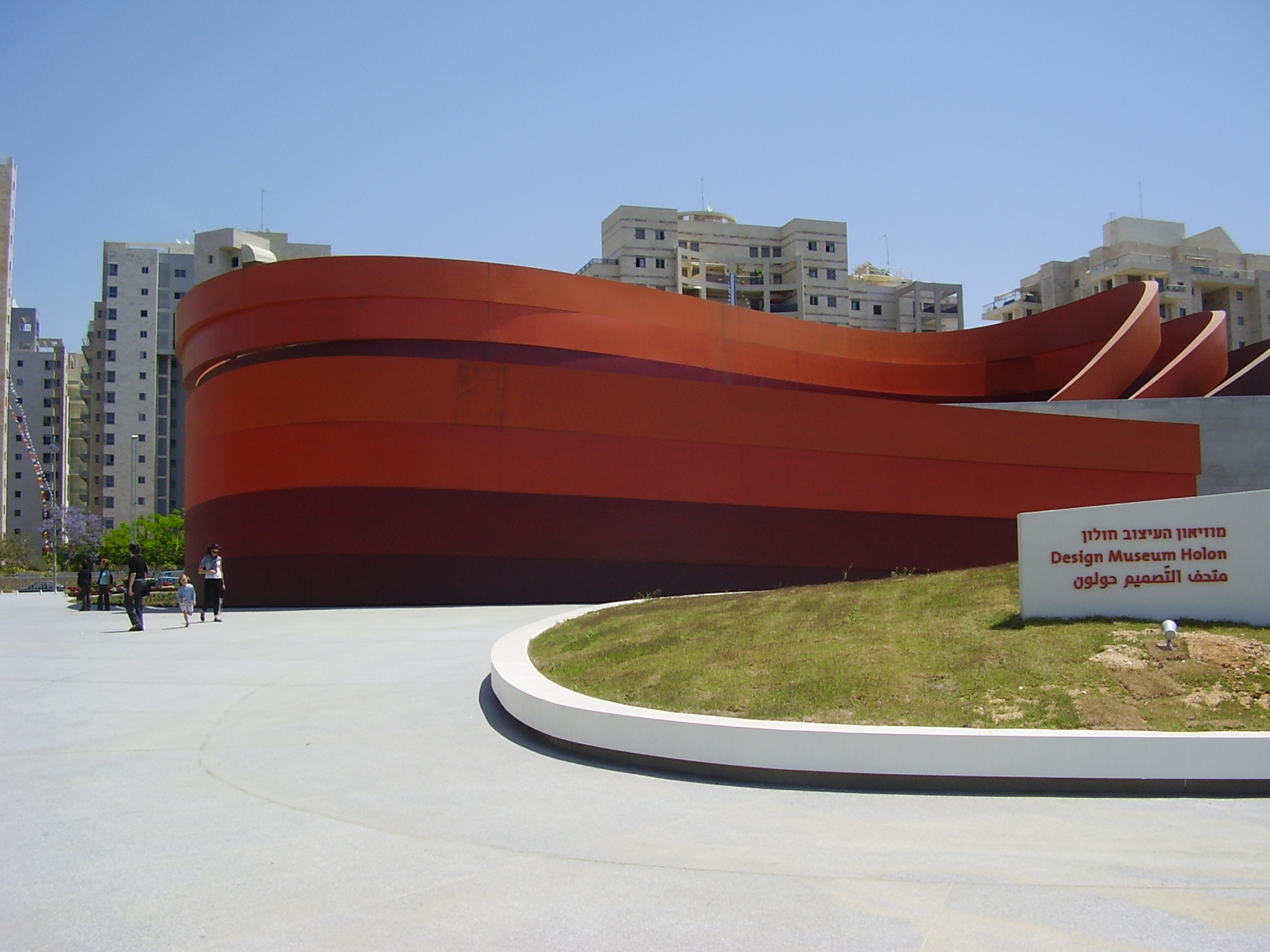
Design Museum Holon

Design Museum Holon é o primeiro museu em Israel dedicado a Design. O prédio do museu foi planejado e projetado pelo arquiteto e designer industrial israelense Ron Arad em cooperação com o arquitecto Bruno Asa. O museu fica na parte leste da área nova cultura de Holon que inclui o Médiathèque (central biblioteca, teatro, Cinemateca). Perto é a faculdade de design no Instituto de Tecnologia de Holon.
O museu foi inaugurado em 3 de março de 2010. Esse é o primeiro edifício que foi planejado por Ron Arad.
O museu foi observado por viagens revista Conde Nast Traveler como uma das maravilhas do novo mundo.

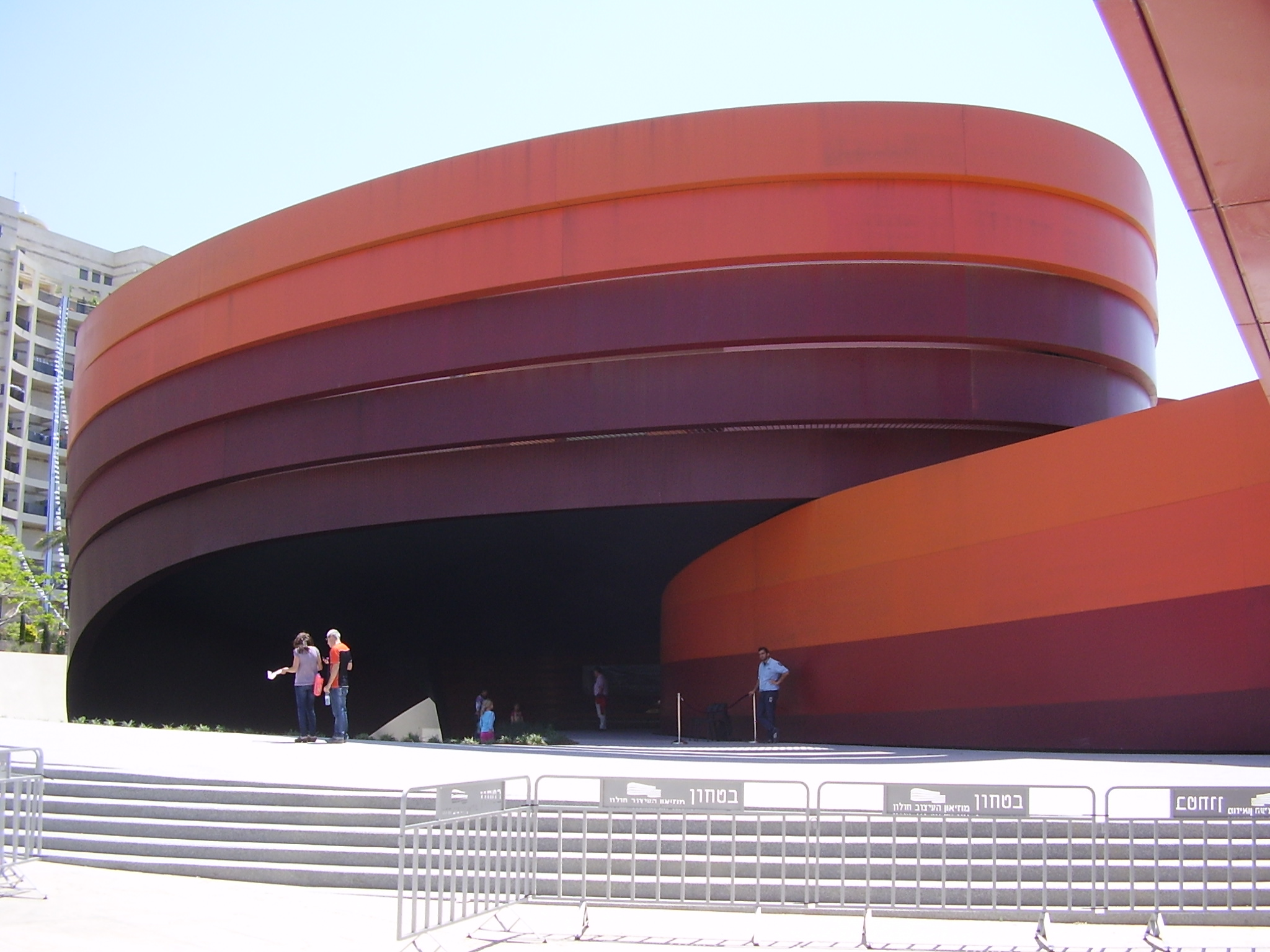
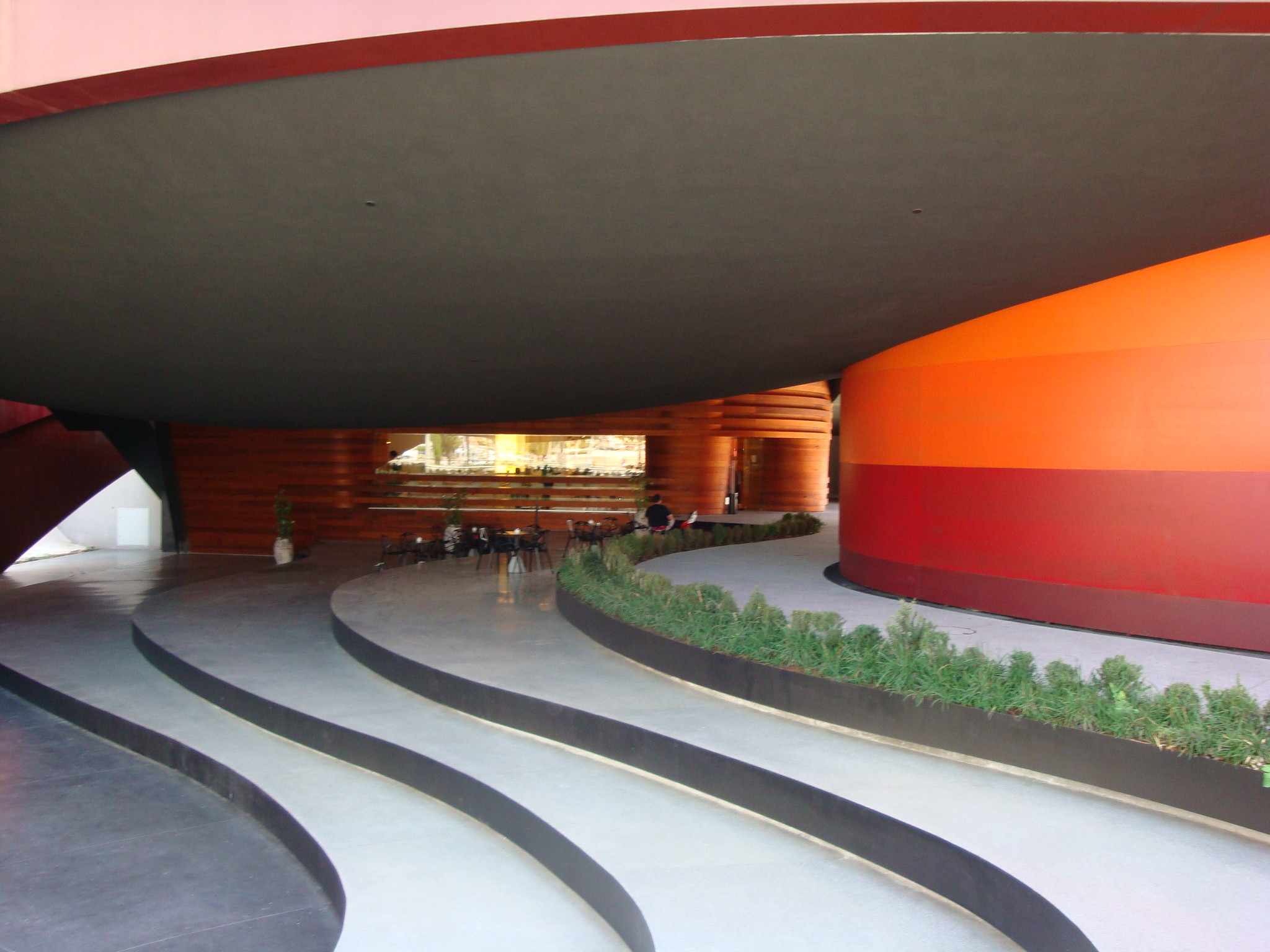
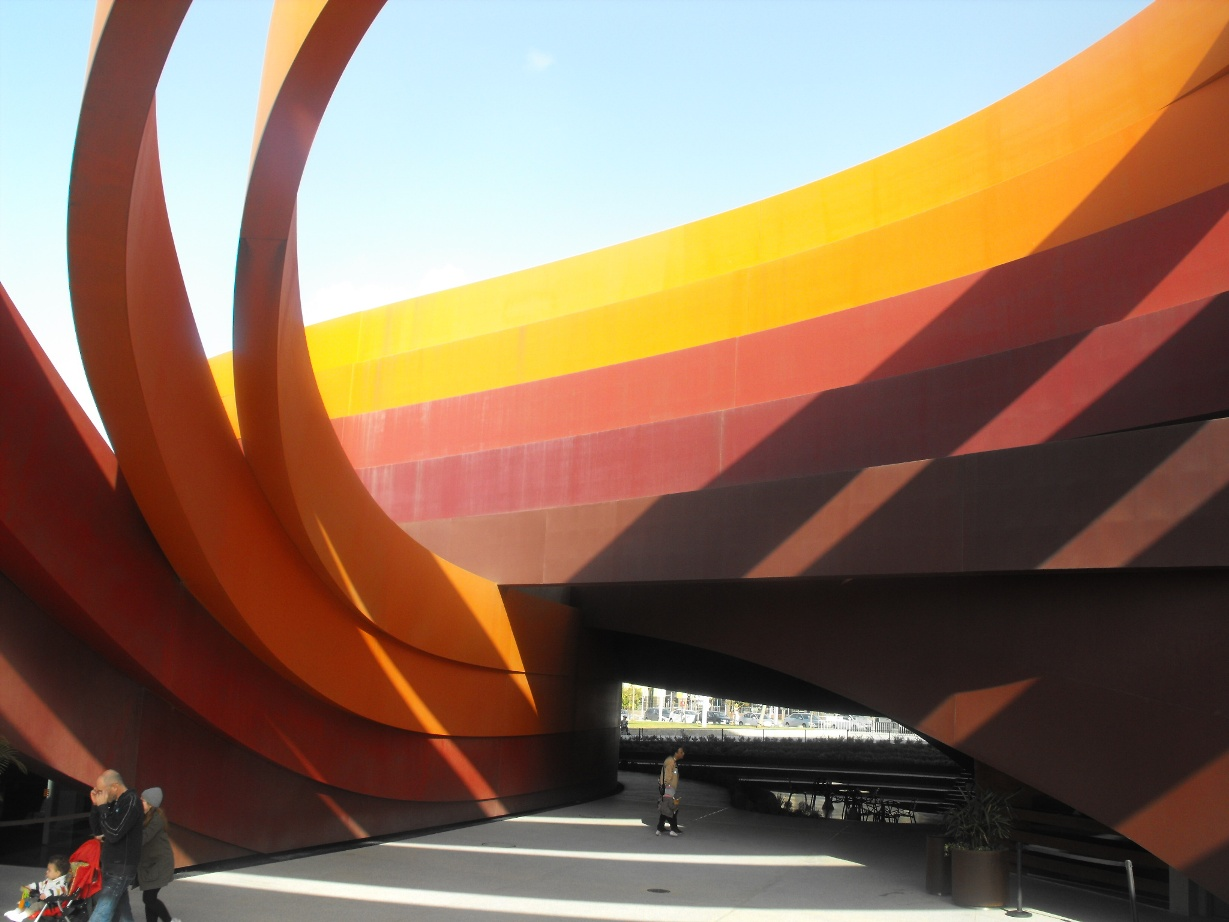
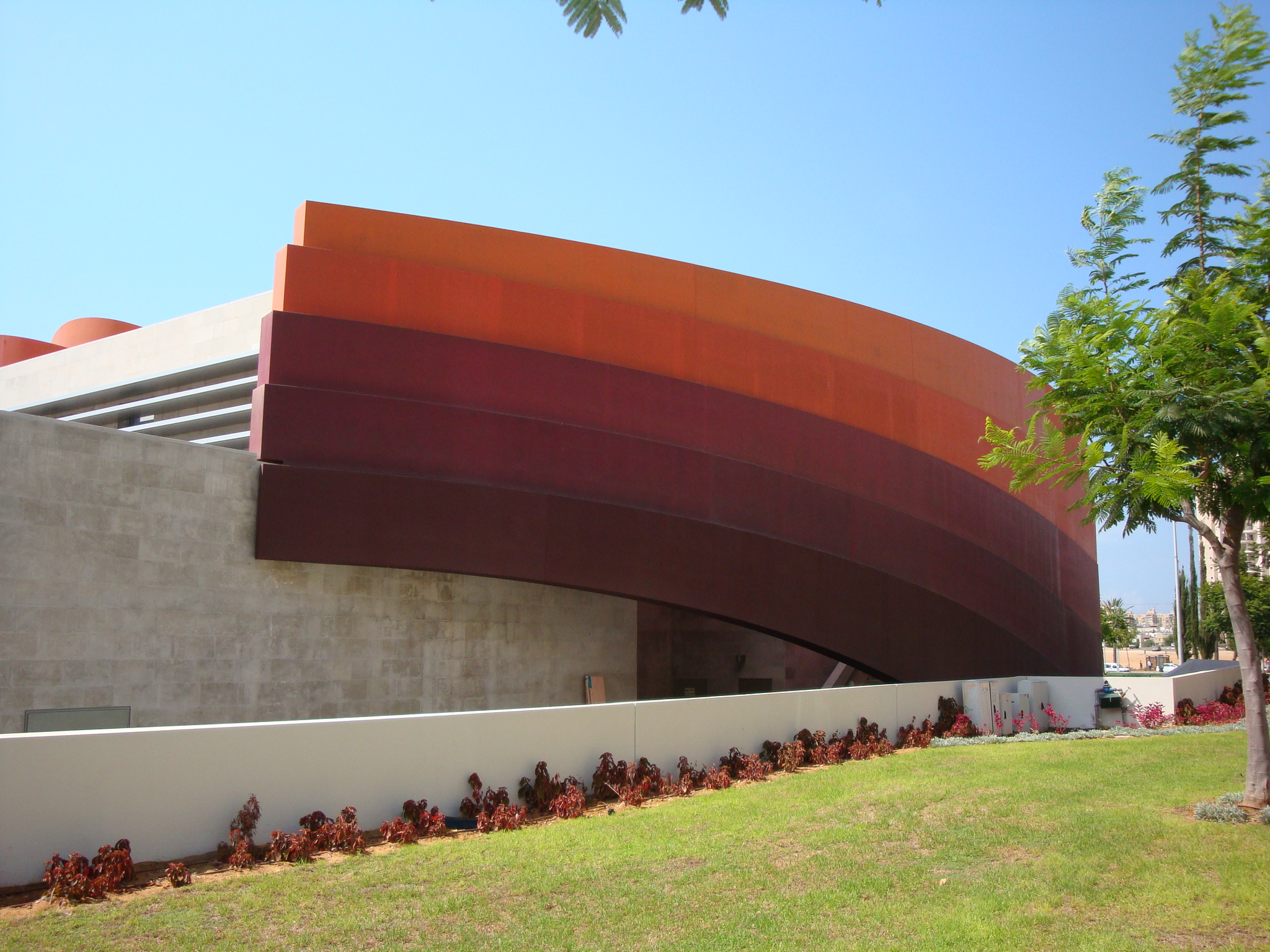
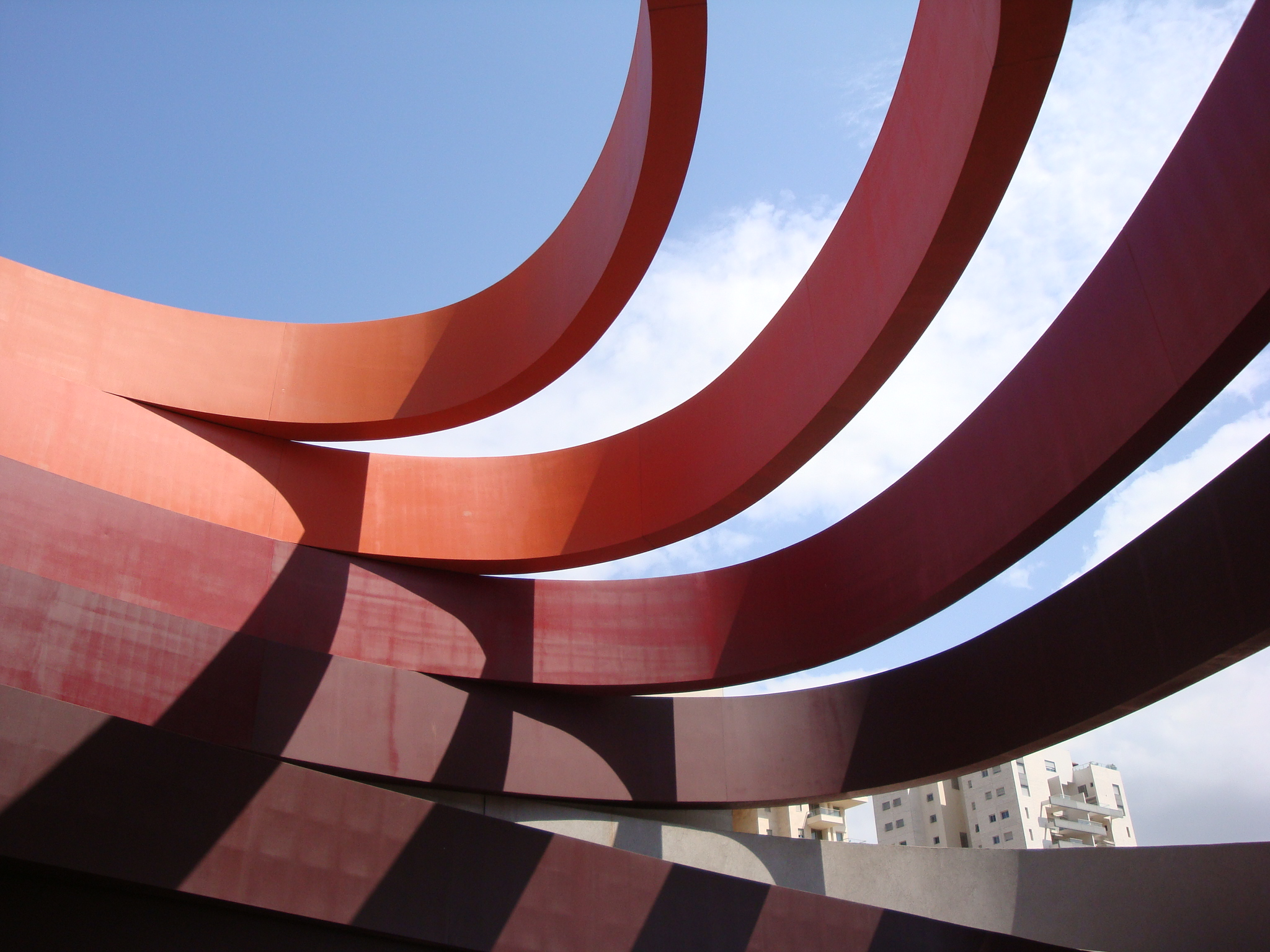
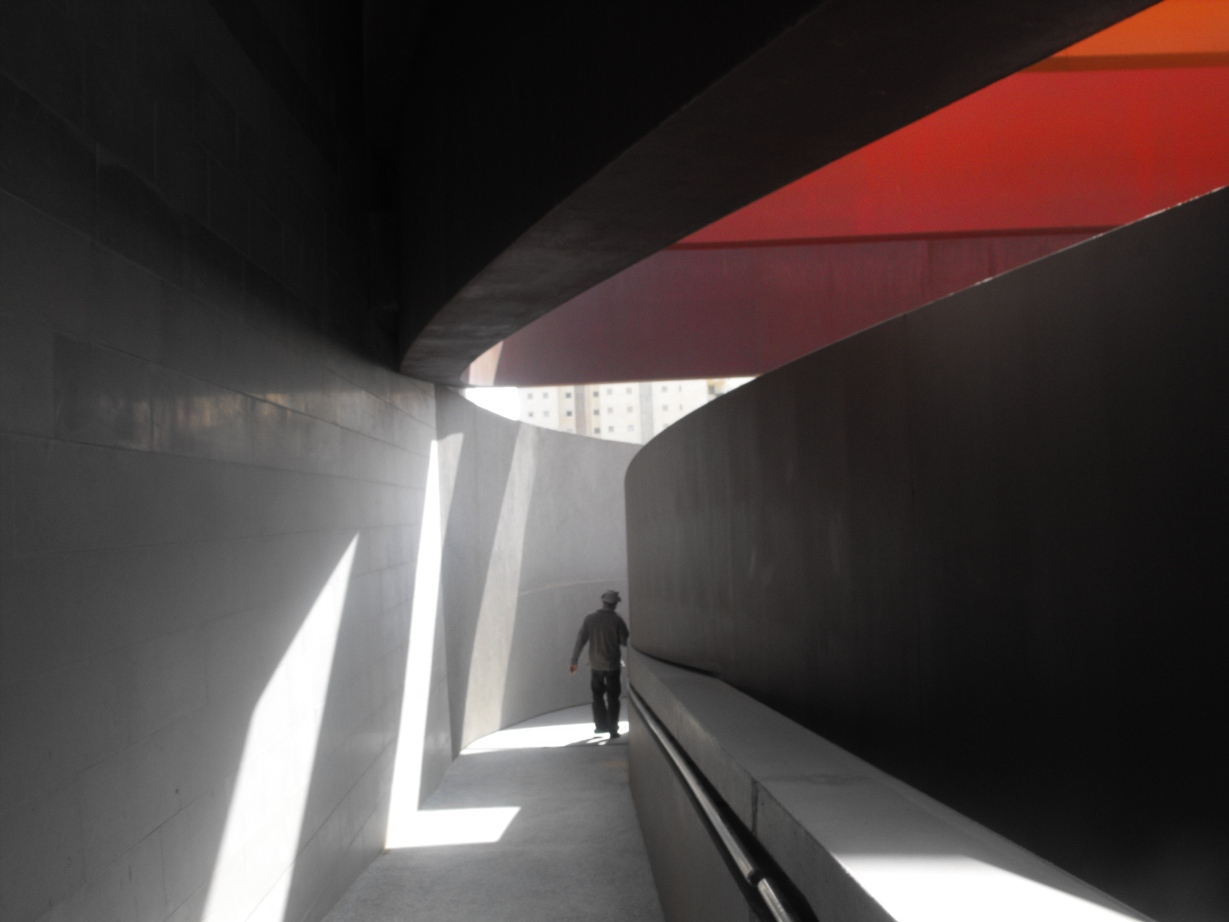